# Test pokrycia instrukcji programu
Test pokrycia instrukcji programu, nazywany C0-Test, jest minimalnym testem spośród testów pokrycia. Podczas testu każda instrukcja z grafu przepływu sterowania jest wykonywana co najmniej raz.
Zalety
- Ujawnione są instrukcje z kodu źródłowego, które nie są osiągalne. Około 18% błędów może być wykryte[potrzebny przypis].

Wady
- Wszystkie instrukcje są traktowane jednakowo, zależności od danych nie są brane pod uwagę.

Przykład:
```
if (b) then {9 instrukcji} else {1 instrukcja}
          90% w kodzie źródłowym 10% w kodzie źródłowym
```

- W instrukcjach sterujących (pętle, instrukcje warunkowe,...) nie są brane pod uwagę zależności od danych.